# Guitar (Prince)
Guitar is een nummer van de Amerikaanse musicus Prince uit 2007. Het is de eerste single van zijn 32e studioalbum Planet Earth.
"Guitar" gaat wat meer de kant van de rock op dan andere nummers van Prince. Hij haalde er de 21e positie in de Nederlandse Top 40 mee en de 13e positie in de Single Top 100. Het was de laatste keer voor zijn overlijden, bijna negen jaar later, dat hij in de Top 40 stond. In Vlaanderen haalde "Guitar" de 23e positie in de Tipparade.